# Burgena chalybeata
Burgena chalybeata är en fjärilsart som beskrevs av Rothschild 1896. Burgena chalybeata ingår i släktet Burgena och familjen nattflyn. Inga underarter finns listade i Catalogue of Life.